# Fernando Franco García
Fernando Franco García (Sevilla, 1976), és un director i muntador de cinema espanyol, guanyador del Premi Goya en 2014 com a director novell per la pel·lícula La herida i nominat al Premi Goya pel muntatge de la pel·lícula Blancaneu, en 2013.

## Biografia
És llicenciat en Comunicació Audiovisual per la Universitat de Sevilla, especialitzant-se en muntatge a l'Escola de Cinematografia i Audiovisual de la Comunitat de Madrid. En 2001, va començar la seva activitat professional com a muntador, havent treballat en més de 20 pel·lícules, entre altres en Blancaneu del director Pablo Berger, per la qual va ser nominat al premi Goya al millor muntatge de 2012. No va trigar a simultanejar aquesta labor amb la direcció, rodant diversos curts i videoclips. En 2013 va dirigir el seu primer llargmetratge, La herida, qque va ser triat per a participar en el Festival de Sant Sebastià, on va obtenir el premi especial del Jurat i pel qual Franco també va obtenir el premi Goya al millor director novell.
Treballa també en la docència, sent cap de l'especialitat de Muntatge en la ECAM de Madrid i col·laborant amb la ESCAC de Barcelona i la EICTV de Cuba.

## Filmografia com a director

### Llargmetratges
- La herida (2013)
- Morir (2017)[4]
- La consagración de la primavera (2022)

#### Curtmetratges[2]
- Mensajes de voz (2007)
- The end (2008)
- Tu(a)mor (2009)
- Les variations Dielman (2010)
- Room (2011)
- La media vuelta (2012)
- El lugar adecuado (2016)

## Filmografia com a muntador
- Viaje al cuarto de una madre (2018)
- Las altas presiones
- Alacrán enamorado (2013)
- 10.000 noches en ninguna parte (2012)
- Blancaneu (2012)
- No tengas miedo (2011)
- El idioma imposible (2010)
- Bon appétit (2009)
- Déjate caer (2007)
- Aparecidos (2007)
- Cargo (2006)
- Esquizo (2006)
- Nordeste (2005)
- Goodbye, America, an Al Lewis portrait (2005)
- 15 días contigo (2005)
- A esteticista (2004)
- Polígono sur (2003)
- Peor imposible (2002)
- Canícula (2002)
- Cuatro puntos cardinales (2002)
- Portman, a la sombra de Roberto (2001)

## Reconeixements
Premis Goya
| Any  | Categoria              | Pel·lícula           | Resultat  |
| ---- | ---------------------- | -------------------- | --------- |
| 2016 | Millor muntatge        | Que dios nos perdone | Nominat   |
| 2013 | Millor director novell | La herida            | Guanyador |
| 2012 | Millor muntatge        | Blancaneu            | Nominat   |

- Premi Comunitat de Madrid en 2011 per Room al Festival de Cinema d'Alcalá de Henares[5]
- Nominat als Premis Platino 2017 en la categoria Millor Direcció de Muntatge[6]